# Главное здание Пушкинского музея
Гла́вное зда́ние Пу́шкинского музе́я (Здание Музея изящных искусств) — построено в 1898—1912 годах по проекту архитектора Романа Клейна в неоклассическом стиле. Внутренние залы украшались под руководством художника Игнатия Нивинского.

## История

### Возведение

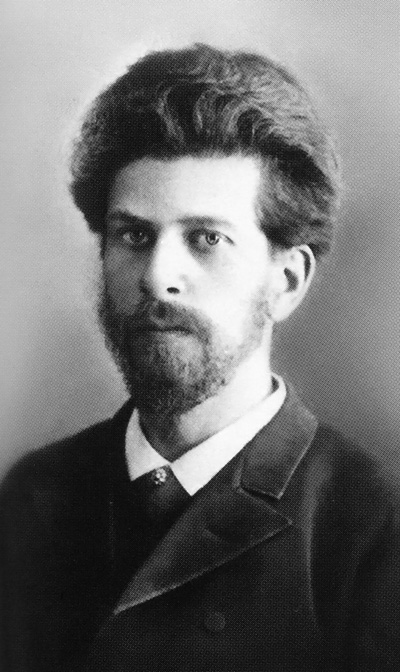
Архитектор Роман Клейн в 1890-х годах

Здание построено на месте бывшего Конюшенного (Колымажного) двора, возведённого после московского пожара 1547 года. С 1564 по 1572 год в старых помещениях двора размещался конный центр опричного войска. Впоследствии на этой территории был создан общедоступный манеж для выездки лошадей. В 1863 году в помещениях манежа образовали пересыльную тюрьму, однако в 1881—1882 по причине ветхости здание снесли и на его месте образовался пустырь. К 1890-му участок перешёл во владение Московскому университету благодаря деятельности профессора Ивана Цветаева. Учёный ещё в вузе основал учебный Музей изящных искусств, а потом предложил использовать участок бывшего Колымажного двора для строительства здания музея.
В 1896 году Цветаев опубликовал условия архитектурного конкурса. В жюри председательствовали скульптор Владимир Белемишев, архитектор Альберт Бенуа, художник Павел Брюллов, реставратор Николай Султанов, член Академии художеств Антоний Томишко. Всего было рассмотрено 15 проектов, 7 из которых удостоились специальных премий. Проекты Германа Гримма, Людвига Урлауба и Бориса Фрейденберга получили денежный приз. Проекты Петра Бойцова, Сергея Шуцмана, Сеттергрена и Гедмана награждены медалями. Победителями конкурса стали архитектор Роман Клейн и инженер Иван Рерберг, в обязанности которого входило наблюдение и инспекция строительных работ. Руководство Московского университета выделило Клейну деньги на командировку в европейские музеи, Египет и Грецию для изучения неоклассического архитектурного стиля.
17 (29) августа 1898 года  в присутствии членов императорской фамилии состоялась торжественная церемония закладки здания Музея. Строительство продолжалось до 1912 года. В 1904-м на стройке случился пожар, уничтоживший практически все деревянные перекрытия, а также 175 ящиков с изготовленными слепками с античных скульптур. После происшествия многие инвесторы отказались вкладывать деньги в дальнейшее строительство, однако главный спонсор — промышленник Юрий Нечаев-Мальцов — единолично профинансировал восстановление здания.
После революции 1917 года музей не отапливался несколько лет, что негативно сказалось на состояние стен и перекрытий. Во время битвы за Москву рядом со зданием разорвалась фугасная бомба и сильно повредила стеклянный свод. До окончания реставрации в 1945 году музей оставался без крыши.
В 1960 годах проводились работы по реконструкции здания, по итогам которых была заменена кровля, световые фонари приспособлены под искусственное освещение, а залы музея — отреставрированы.

### Архитектура
Здание было построено в неоклассическом стиле в виде античного храма с высоким подиумом и ионической колоннадой по периметру фасада и стало последним в Москве строением, возведённым с неогреческими элементами. Колоннада в увеличенном масштабе воспроизводит пропорции восточного портика Эрехтейона — храма в афинском Акрополе.
Материалы для строительства были оплачены Юрием Нечаевым-Мальцовым. Для оформления фасада около трёхсот рабочих добывали на Урале белый мрамор особой морозоустойчивости. Затем добытый материал доставляли в Норвегию, где колонны приобретали оконченный вид и привозили в Москву сначала по морю, а затем баржами по реке. Центральная лестница была изготовлена из разноцветных пород венгерского мрамора.
Предполагалось, что музей будет открыт только в дневное время, поэтому предусматривалось естественное освещение экспонатов за счёт массивной стеклянной крыши. Свод музея был спроектирован инженером Владимиром Шуховым, создавшим уникальные конструкции при помощи арочных стяжек. Фасад музея украшают фризы с изображениями Олимпийских игр, выполненные скульптором Гуго Залеманом, его учеником И. И. Мормоне и немецким скульптором Леопольдом Армбрустером.
Через несколько лет после возведения здание музея было оборудовано электричеством и системой вентиляции. Внутренняя планировка соответствовала музейной экспозиции: анфилада комнат второго этажа была предусмотрена для размещения древнегреческих скульптур и античного искусства. Остальные залы отводились под выставки предметов из Древнего Египта, Ассирии, работ Итальянского и Северного Возрождения. Также в музее действовала библиотека с отдельным входом из Колымажного переулка.

### Украшения залов
Внутренние помещения украшались декоративными росписями и живописными панно. Росписью внутренних помещений руководили Роман Клейн и художник Игнатий Нивинский. Вестибюль здания было решено оформить в египетском стиле, а прообразом послужила эрмитажная лестница. На стенах висят панно с крылатыми Славами с венками, а под потолком изображены узкие ленты фризов на сюжеты древнегреческой мифологии и рисунки краснофигурных ваз. Оформлением парадного входа занимались художники Игнатий Нивинский и Клавдий Степанов.
В Белом зале находится копия внутренней части храма Парфенона, включающая двухъярусные колоннады, завершённые апсидой — пониженной частью здания, в которой располагались алтарные объёмы храма. Изначально предполагалось, что росписью зала будет заниматься Виктор Васнецов, однако из-за несоответствий первоначального проекта с видением художника сотрудничество не осуществилось. Конечный вариант украшения Белого зала включает изображение потолка в виде храма Ники Аптерос в Афинах.
Ивану Айвазовскому было предложено написать несколько панно для залов с экспонатами из Древней Греции, но в 1909 году художник скончался и проект был передан Василию Поленову и его ученикам — Константину Коровину и Александру Головину. Художники даже отправились в Грецию описывать Акрополь, Парфенон, Пергамы, храмы Олимпии и Аттики, чтобы потом в своих работах воссоздать атмосферу Древней Греции. Однако Юрий Нечаев-Мальцов оказался против их участия, считая большинство современных художников декадентами, поэтому отдал украшение зала группе неизвестных мастеров. В результате в греческих залах отсутствуют панно, однако есть полномасштабный орнамент на потолке.

## Современность
В 2021 году в здании планируется реконструкция, согласно проекту расширения Пушкинского музея и создания музейного городка. Согласно утверждённому плану, после ремонта здание будет соединено подземным переходом с новым выставочным комплексом, а в экспозиционных залах планируется выставлять предметы, связанные с историей древних цивилизаций: Древнего Востока, Античности, Византии и Средневековой Европы.

Элементы главного здания Пушкинского музея, 2007 год
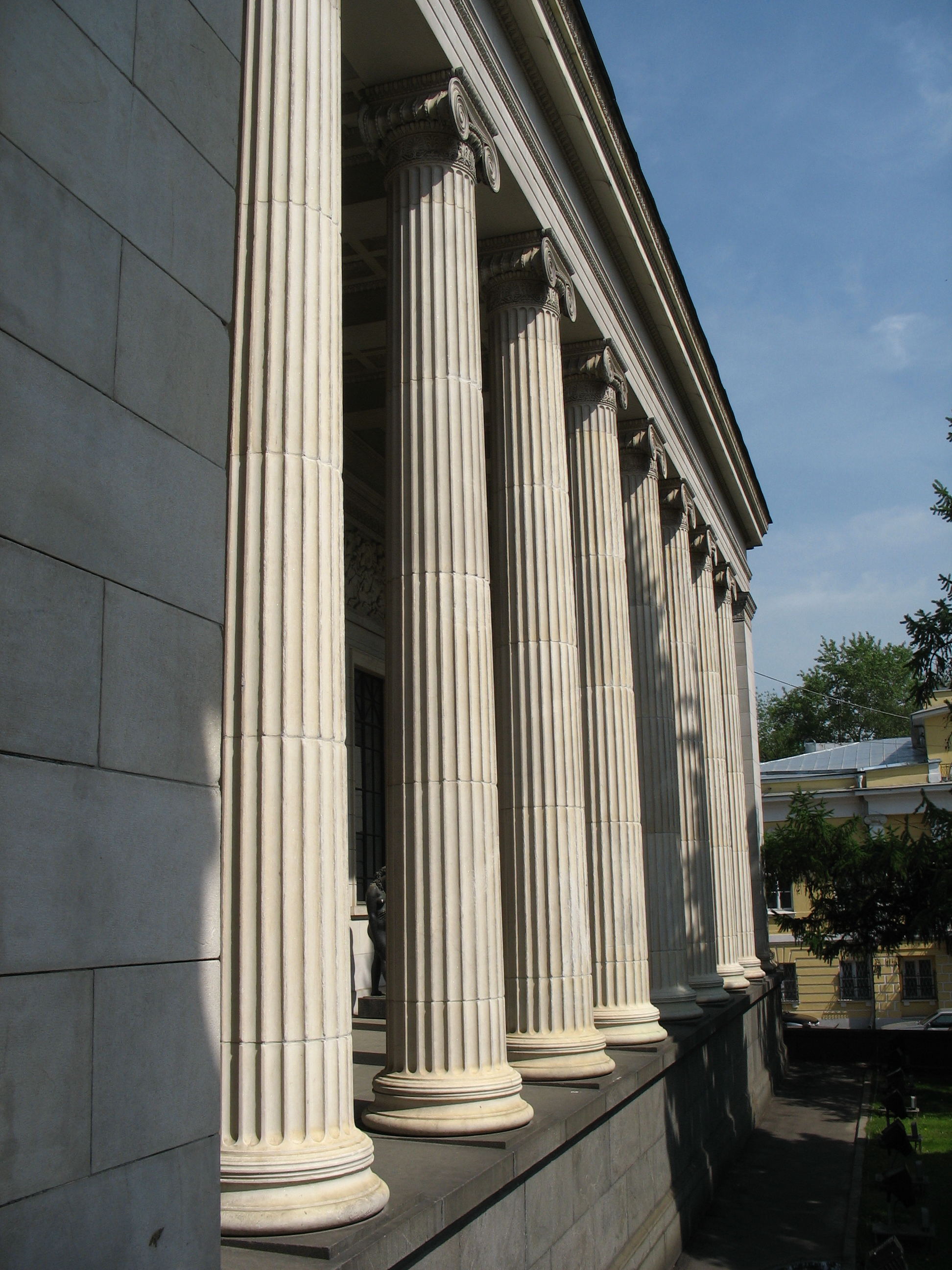
Фрагмент фасада с колоннадой
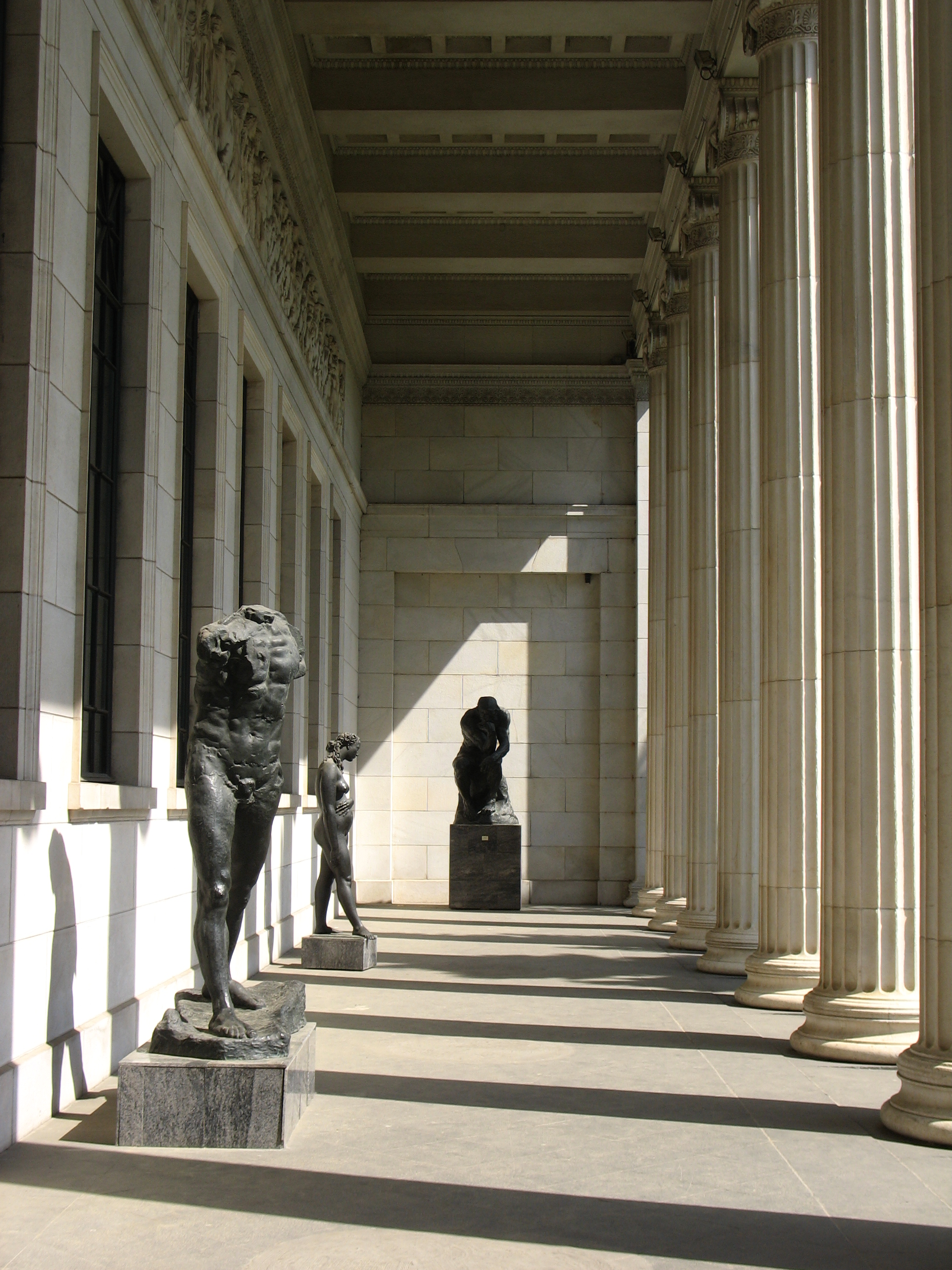
Колоннада
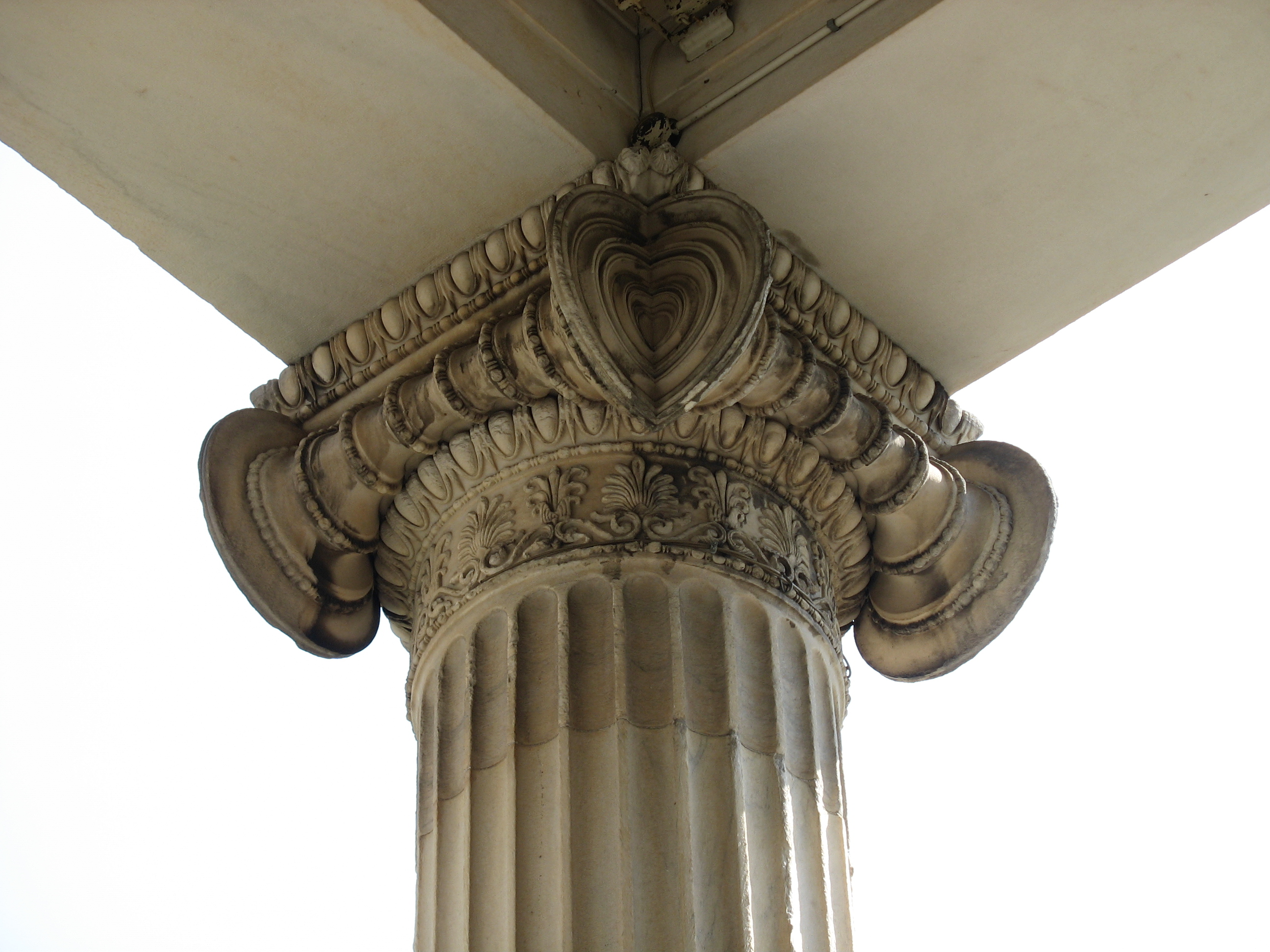
Украшения колонны
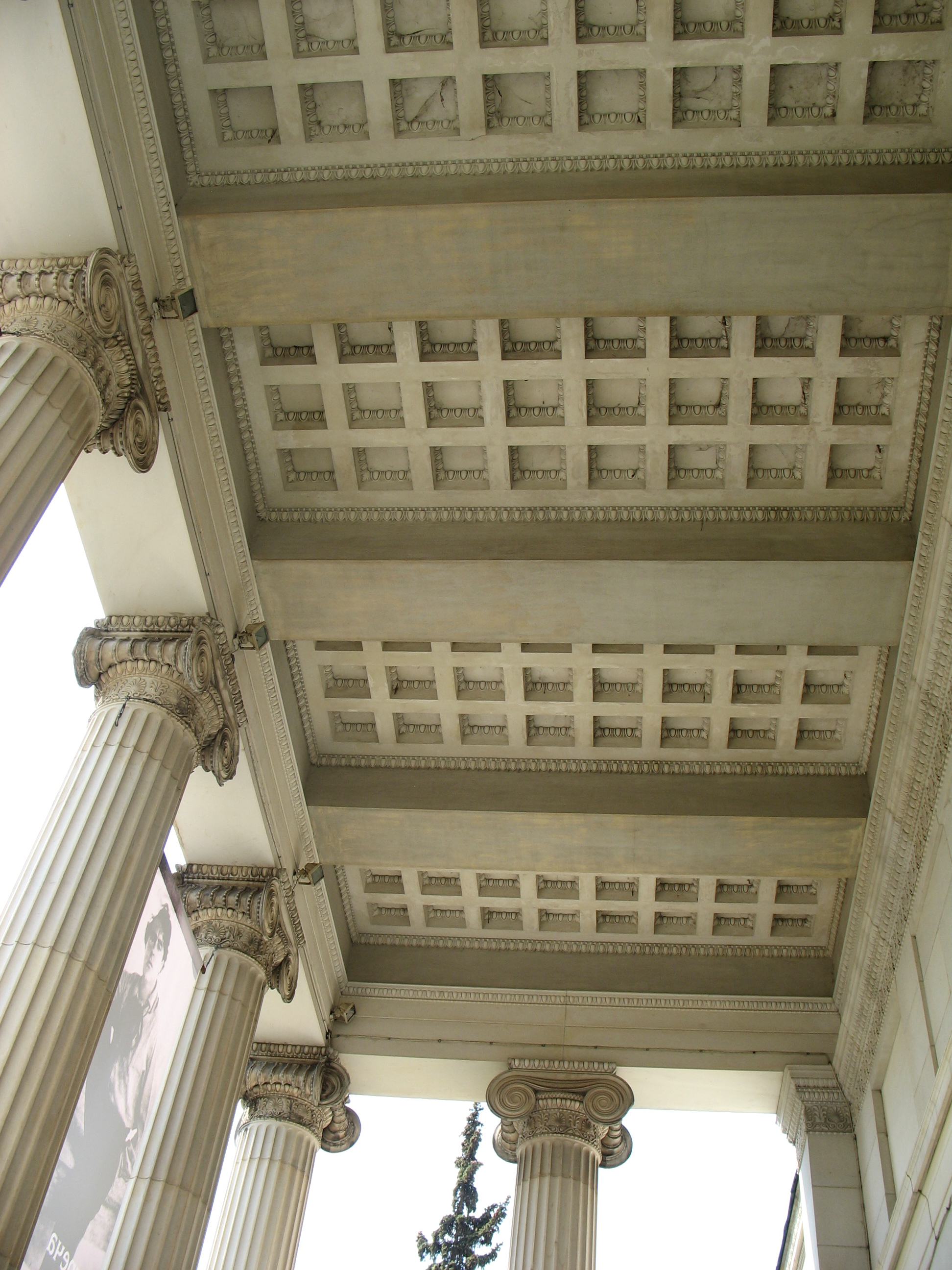
Свод фасада